# Caramelos de Cianuro
Caramelos de Cianuro est un groupe vénézuélien de rock, originaire de Caracas.

## Histoire
En 2000, CDC sort son troisième album studio, Miss Mujerzuela, qui remporte un grand succès au Venezuela, avec des chansons mémorables pour le public telles que Asunto sexual, El Flaco, Las Estrellas, La Llama et surtout Verónica. En 2001, Miss Mujerzuela est déjà certifié disque de platine. L'album est produit sur le label Latin World, ce qui garantit une distribution plus internationale.
Miss Mujerzuela marque un tournant pour le groupe, tant par son changement de style musical que par sa popularité. C'est l'album le plus réussi du groupe, mais aussi le plus détesté, car ils sont encouragés à créer de « jolies chansons », comme Asier lui-même l'a commenté dans une interview avec Rocktambulos.
En 2009, Caramelos de Cianuro annonce le début de l'enregistrement de son sixième album studio. Le leader du groupe, Asier Cazalis, déclare que l'album cherchait à sauver les racines du rock vénézuélien, avec des chansons qui rendraient hommage aux groupes les plus importants de la scène rock nationale. L'enregistrement de l'album commence en février 2010 à New York, avec le producteur Héctor Castillo, ex-bassiste de Dermis Tatú. Le single promotionnel, Rubia sol morena luna, est bien accueilli par le public et a atteint la première place du classement pop/rock de Record Report. L'album fait l'objet d'une promotion innovante, grâce à un code QR apposé sur les bouteilles de Pepsi. En scannant le code, l'album pouvait être téléchargé.
En mars 2012, le groupe subit un choc émotionnel lorsque Libero Iaizzo, son manager depuis plus de dix ans, est kidnappé et assassiné. À l'époque, le groupe est en tournée à Mexico, où il rend hommage à Iaizzo lors du festival Vive Latino. De même, lors des Pepsi Music Awards, ils rendent hommage à Iaizzo et promulguent un message de « non-violence » au Venezuela, qu'ils critiquent après que le discours, diffusé par Venevisión, ait été  censuré.
En 2015 sort l'album 8, qui est nommé en 2016 aux Latin Grammy Awards dans la catégorie du meilleur album pop/rock et le single Abismo est nommé dans la catégorie de la meilleure chanson de rock.
En 2019, ils deviennent le premier groupe de rock vénézuélien à participer au festival Lollapalooza, un événement qui s'est déroulé au Chili.
La même année, le groupe commence à se produire sur scène sans le guitariste Miguel Ángel González, connu sous le nom d'« El Enano ». Bien qu'il n'y ait pas eu d'annonce officielle, il commente plus tard dans une interview qu'il avait quitté Caramelos de Cianuro pour se consacrer à sa famille.
En mai 2021, ils sortent l'album Control, désormais en duo. Control est enregistré à Buenos Aires, en Argentine, et produit par Juan Blas Caballero. Le groupe lui-même se charge de la production et les invités musicaux comprennent Gabriel Pedernera, Gaspar Benegas, Richard Coleman, Didi Gutman, Jota Morelli, Gustavo Guerrero, Frank Monasterios, et Francisco Azorai. Le mixage audio est réalisé par le producteur vénézuélien Héctor Castillo. La chanson Kalashnikov, sur laquelle l'Argentin Gabriel Pedernera d'Eruca Sativa joue de la batterie, est la première chanson punk du groupe en près de 20 ans, l'album Frisbee étant le dernier à avoir un son pop punk. L'album est nommé pour la 22e édition des Latin Grammy Awards dans la catégorie « meilleur album rock ».

## Membres

### Membres actuels
- Asier Cazalis – voix
- Pavell Tello – basse

### Anciens membres
- Pablo Martínez – batterie
- Luis Barrios – basse
- Miguel González (El Enano) – guitare
- Alfonso Tosta – batterie

## Discographie

### Albums studio
- 1993 : Cuentos para adultos

### EP
- 1993 : Las Paticas de la Abuela
- 1996 : Harakiri City
- 2000 : Miss Mujerzuela
- 1993 : Frisbee

### Compilations
- 2004 : La Historia